# Özge Kırdar
Özge Kırdar o Özge Kırdar Çemberci, amb el cognom matrimonial (Kütahya, 26 de juny de 1986) és una jugadora de voleibol turca. És la germana bessona de Gözde Kırdar (Sonsırma), també jugadora de voleibol i la millor jugadora en equip 2016 d'Europa. Özge Kırdar va participar en els Jocs Olímpics d'Estiu de 2012 a Londres, com membre de la selecció nacional turca. Kırdar va jugar tant per equips turcs com al Touron MKS Dabrowa Gornizca de Polònia i Lokomotiv Baku de l'Azerbaidjan. El 2017 jugà al Büyükşehir Belediyespor de Bursa.
Està casada amb Demir Çemberci, entrenador de voleibol, des del 2009.